# Steve Scalise
Stephen Joseph "Steve" Scalise, född 6 oktober 1965 i New Orleans i Louisiana, är en amerikansk systemvetare och republikansk politiker.
Sedan 2008 är han ledamot i USA:s representanthus från Louisianas första distrikt. Från 2014 till 2019 var han även Majority Whip för republikanerna i representanthuset, vilket gjorde honom till den tredje högst rankade republikanen i representanthuset efter talman Paul Ryan och majoritetsledare Kevin McCarthy. Han har tidigare varit ledamot i Louisianas senat samt representanthus.
Den 14 juni 2017 i Alexandria i Virginia utsattes han för ett politiskt motiverat attentat och mordförsök då han blev skjuten i höften av en antirepublikan. Efter operation fick han livshotande skador. Scalise blev den första sittande kongressledamoten som skjutits sedan Gabrielle Giffords 2011.

## Bakgrund
Scalise tog examen från den katolska Archbishop Rummel High School. Han avlade sedan kandidatexamen 1989 vid Louisiana State University i Baton Rouge med huvudämnet datavetenskap och biämnet statsvetenskap. Han har arbetat som systemingenjör.
Scalise är medlem av Seventh Ward Senior Center och American Italian Renaissance Foundation. Han är gift med Jennifer Scalise (född Letulle, 1975) och tillsammans har de två barn: Madison och Harrison.

## Karriär

### Louisianas delstatsparlament
Scalise tjänstgjorde i tre perioder för distrikt 82 i Louisianas representanthus, innan han den 20 oktober 2007 valdes för distrikt 9 till Louisianas senat. Den platsen övertog han från Ken Hollis från Metairie i Louisiana, som hade suttit det maximala antalet perioder i senaten. Scalise fick 19 154 röster (61 procent) och vann därmed över två andra kandidater. Hans republikanska partikamrat Polly Thomas fick 8 948 röster (29 procent). Demokraten David Gereighty fick 3 154 röster (10 procent) i detta distrikt som domineras av republikaner. Ett fyllnadsval kommer att hållas för att fylla de återstående tre och ett halvt åren av Scalises period i delstatssenaten.
Scalise valdes tre gånger till Louisianas representanthus: 1995, 1999 och 2003. Från början övertog han platsen i representanthuset efter partikamraten Quentin D. Dastugue, som gjorde ett misslyckat försök att bli guvernör i primärvalet 1995.

### Val till kongressen
Inför valet 2004 tillkännagav Scalise att han skulle kandidera till USA:s representanthus. Han trädde senare tillbaka till förmån för kandidaten Bobby Jindal, som hade partiledningens stöd, och uttryckte sitt stöd för Jindal. Jindal vann den plats i representanthuset som hade blivit ledig när David Vitter lyckades bli senator. När Jindal senare valdes till guvernör i delstaten Louisiana 2007, tillkännagav Scalise att han avsåg att kandidera till platsen i representanthuset igen. Nu fick han stöd från sitt parti och vann det republikanska primärvalet. Vid valet den 3 maj fick Scalise 33 867 röster (75,13 procent) mot demokraten Gilda Reed, som fick 10 142 röster (22,5 procent). Två andra kandidater vann återstående 2,36 procent av rösterna. Det första distriktet har varit i republikanska händer sedan 1977, när Bob Livingston vann ett fyllnadsval.
Scalise svors in som ledamot i USA:s representanthus den 7 maj 2008.